# Новая Амзя
Новая Амзя (тат. Яңа Әмзә) — село в Нурлатском районе Татарстана. Административный центр Амзинского сельского поселения.

## География
Находится на реке Гарей, в 60 км к северо-западу от города Нурлата.

## История
Основано в 1740-х годах. До 1860-х годов жители относились к сословию государственных крестьян. Занимались земледелием, разведением скота.
В «Списке населенных мест по сведениям 1859 года», изданном в 1866 году, населённый пункт упомянут как казённая деревня Новая Амзя 2-го стана Чистопольского уезда Казанской губернии. Располагалась при речке Амзе, по левую сторону торговой дороги из Чистополя в Самару, в 70 верстах от уездного города Чистополя и в 20 верстах от становой квартиры в казённом пригороде Билярске (Буляре). В деревне в 127 дворах жили 735 человек (383 мужчины и 352 женщины). Была мечеть.
В начале XX века здесь действовали кузница, 6 мелочных лавок. В этот период земельный надел сельской общины составлял 1554 десятины. До 1920 года село входило в Старо-Альметьевскую волость Чистопольского уезда Казанской губернии. С 1920 года в составе Чистопольского кантона ТАССР. С 10.08.1930 в Билярском, с 10.02.1935 в Тельманском, с 16.07.1958 в Билярском, с 01.02.1963 в Октябрьском, с 10.12.1997 в Нурлатском районах. 

## Население
Постоянных жителей было в 1782 году — 68 душ мужского пола, в 1859 — 735, в 1897 — 1233, в 1908 — 1447, в 1920 — 1459, в 1926 — 795, в 1938 — 782, в 1949 — 666, в 1958 — 711, в 1970 — 942, в 1979 — 753, в 1989 — 493, в 2002 — 499 (татары 100 %), в 2010 — 435.

## Экономика
Полеводство, молочное скотоводство, овцеводство.

## Инфраструктура
В селе действуют начальная школа, дом культуры, фельдшерско-акушерский пункт, отделение почтовой связи.